# Astrid Pichegrain
 (novembre 2016).
Si vous disposez d'ouvrages ou d'articles de référence ou si vous connaissez des sites web de qualité traitant du thème abordé ici, merci de compléter l'article en donnant les références utiles à sa vérifiabilité et en les liant à la section « Notes et références ».
Astrid Pichegrain est née le 14 janvier 1976 à Clamart (Hauts-de-Seine) est une pilote moto, ayant remporté le Rallye Paris-Dakar dans la catégorie moto féminine en 2003.

## Biographie
Originaire de la Martinique, et plus précisément de Sainte-Marie, c'est à Rueil-Malmaison qu'elle grandira et fera la première partie de ses études.
À 10 ans, Astrid Pichegrain commencera l'athlétisme aux White Harriers de Suresnes (Hauts-de-Seine) où dix ans durant, elle participera aux Championnats de France sur des spécialités telles que le saut en hauteur, le saut en longueur, la course de relais et l'heptathlon.
Entraînée successivement par Valérie Jouffre, Gérard Laruelle, Bertrand Le bouette et Jean-François Iacovelli, c'est grâce aux frères Luckx (Michel et Jean-Claude) qu'elle connaîtra les joies des rencontres internationales, véritables révélations et tremplins avant les championnats nationaux.
En 1997, changement de club, Astrid rejoint le CA Montreuil où entraînée par Moussa Fall elle égalera ses records.
La même année, à 21 ans, elle se rend sur une course d'enduro où elle assurera l'assistance des pilotes du Club de Verrières-le-Buisson (Essonne). Astrid passera son permis moto l'année suivante, pour participer à son premier enduro en mars 1998. Elle roulera alors sur une 250 TTR Yamaha au sein de ce même club (le MCVB)
Après avoir roulé successivement sur une autre 250 TTR et une 250 WRF Yamaha, elle optera pour une 250 KTM EXC pour la saison 2002.
Après 2 années à pratiquer parallèlement l'athlétisme et l'enduro, Astrid privilégiera l'enduro tout en conservant une base d'entraînement sur le tartan.
Le 1er janvier 2003, Astrid Pichegrain prendra le départ du 25e Rallye Paris-Dakar qu'elle finira en 92e position, remportant sa catégorie : moto féminine,. 
C'est aux commandes d'une 660 KTM Rally qu'elle aura réussi cet exploit.
En effet, elle n'avait eu que 40 jours de préparation, son inscription ayant été décidée le 20 novembre 2002. C'est alors vers Moussa Fall qu'elle s'était tournée afin d'assurer sa préparation physique.
Juillet 2004 alors qu'elle se prépare pour sa deuxième participation, elle se blessera : rupture du ligament antérieur gauche. Opération et centre de rééducation fonctionnelle lui permettront tout de même de s'aligner sur la ligne de départ du 27e rallye Paris-Dakar.
Le 1er janvier 2005, Astrid a donc repris la route des dunes.